# Aphanolampis aberrans
Aphanolampis aberrans är en insektsart som beskrevs av Marius Descamps 1978. Aphanolampis aberrans ingår i släktet Aphanolampis och familjen Romaleidae. Inga underarter finns listade i Catalogue of Life.